# ELECTRE
Pour les articles homonymes, voir Électre (homonymie).
 (décembre 2012).
ELECTRE est une famille de méthodes d'analyse multi-critères développée en Europe à la fin des années 1960. 
L'acronyme ELECTRE signifie ÉLimination Et Choix Traduisant la RÉalité.

## Origines et fondements logiques
ELECTRE est une méthode non compensatoire d'aide à la décision multicritère introduite par Bernard Roy,.
La méthode ELECTRE et ses dérivés rejettent les trois postulats de base de l'aide classique à la décision:
- Rejet du postulat de la réalité de premier ordre: ELECTRE porte sur des objets de connaissance qui ne sont pas donnés car l'identité du projet dépend de l'observateur et de son système de valeurs.
- Rejet du postulat du décideur: Dans l'analyse classique, le décideur a un système de préférences rationnelles. En réalité, le décideur est souvent indécis ; ses préférences évoluent car la décision est le résultat d'un processus de micro décisions qui s'inscrit dans le temps.
- Rejet du postulat de l'optimum qui justifie la recherche d'un projet optimal dans l'analyse classique d'aide à la décision. L'optimum ne peut être atteint que si trois conditions sont satisfaites: 
  - Les différentes stratégies (projets) proposées au décideur sont bien distinctes les unes des autres.
  - Stabilité dans le temps des stratégies.
  - Complète comparabilité transitive. C'est-à-dire que si A > B et B > C, alors A > C (transitivité), et que A, B et C sont toujours comparables.

La méthode ELECTRE considère que les projets ne sont pas stables et pas toujours comparables. En effet, il n'est pas toujours possible de déterminer une stratégie meilleure que toutes les autres dans l'absolu. Dans le cadre d'analyse des méthodes multicritères, la valeur accordée à une stratégie est relative. 
C'est un modèle d'agrégation des préférences. Contrairement aux méthodes d'analyse multicritères anglo-saxonnes, qui consistent à agréger puis comparer les différents critères, la méthode ELECTRE et ses dérivés les comparent puis les agrègent. 

## Présentations des différentes méthodes
La méthode ELECTRE I a été élaborée par Bernard Roy en 1968. Avec l'aide de Patrice Bertier, il a ensuite développé la méthode ELECTRE II (B. Roy, P. Bertier 1971)[réf. incomplète]. Elles sont basées sur les notions de concordance et de discordance.
Les méthodes ELECTRE I et II ont été suivies de beaucoup d'autres parmi lesquelles :
- ELECTRE III (1978) qui utilise une relation de surclassement valuée et une procédure d'exploitation du graphe valué utilisant des techniques proches de celles de manipulation des nombres flous pour modéliser les pseudo-critères. ELECTRE III a perdu de la simplicité des méthodes originelles et elle ne rencontre plus guère de succès vu sa grande complexité et un recours important aux valeurs numériques qui la rapproche des méthodes d'utilité.
- ELECTRE IV (1982) à l'opposé, est très (trop ?) simple et suppose que tous les critères (en fait des pseudo-critères) sont de même importance. Elle comporte deux relations de surclassement comme ELECTRE II mais un seul jeu de seuils de veto et la notion de concordance est traduite par une notion de majorité de critères en l'absence de toute pondération.
- MELCHIOR (JP Leclercq 1984)[réf. incomplète] est une méthode proche de ELECTRE II mais purement ordinale : elle utilise des pseudo-critères et utilise une relation d'ordre au lieu de poids pour refléter l'importance relative des critères. ELECTRE IV apparaît comme un cas particulier de MELCHIOR lorsque la relation d'ordre sur les critères est une équivalence.

## Méthode ELECTRE I

### Les différentes étapes
1. Élaboration des stratégies potentielles:
Définir les projets concurrents sur lesquels va porter le choix des acteurs de la décision.
2. Élaboration des critères qualitatifs et quantitatifs pertinents pour la prise de décision:
Trois exigences sont à respecter pour former une famille cohérente de critères:
- L'exigence d'exhaustivité : Ne pas oublier de critère. Attention tout de même, plus on met de critères, plus l'analyse devient complexe.
- L'exigence de non-redondance.
- L'exigence de cohérence: Si sur 10 critères, A et B sont équivalents pour 9 d'entre eux, et que A > B sur le 10e, alors le décideur doit choisir A. S'il hésite encore entre A et B c'est que la famille de critères n'a pas été construite avec cohérence.

Nota bene: Il faut apporter une attention toute particulière à cette étape, qui peut s'avérer complexe, notamment si la décision s'inscrit dans une démarche de co-construction.
3. Évaluation de la performance des stratégies potentielles sur chaque critère:
On présente cette étape sous forme de tableau des performances:
|           | Stratégie A | Stratégie B | Stratégie C | Sens | Pondération |
| --------- | ----------- | ----------- | ----------- | ---- | ----------- |
| Critère 1 | 6           | 3           | 4           | Min  | 3           |
| Critère 2 | 6           | 7           | 5           | Max  | 4           |
| Critère 3 | 4           | 7           | 7           | Max  | 1           |

Il contient les performances en note ou en valeur de chaque stratégie sur chaque critère. Le sens indique si on cherche à minimiser ou à maximiser la valeur. On souhaitera par exemple minimiser les coûts, ou encore maximiser le taux d'alphabétisation. Les pondérations expriment l'importance accordée à chaque critère : ici le critère 2 est celui qui pèsera plus lourd dans la décision. Si les pondérations ne sont pas explicites, c'est qu'il a été choisi de donner la même importance à chaque critère.
Les méthodes ELECTRE reposent sur une relation de surclassement: A surclasse B si la performance de A sur le critère considéré est  au moins aussi bonne que B.
4. Tableau ou matrice de concordance
- On pose une hypothèse de surclassement: Par exemple A surclasse C.

- On identifie les critères pour lesquels cette hypothèse est vraie.

- On additionne les pondérations correspondant aux critères qui concordent avec cette hypothèse.

- On calcule l'indice de concordance : (Σ Pondérations des critères de concordant avec mon hypothèse) / (Σ Total des pondérations)

Si nous reprenons notre tableau: Sur le critère 1, A obtient une note de 6 et C une note de 4; sachant que plus la note est élevé, plus elle est défavorable (sens min), A ne surclasse pas C. Notre hypothèse n'est pas vérifiée. Sur le critère 2, A obtient une note de 6 et C une note de 5 (sens max); donc A surclasse C. Enfin, sur le critère 3, A est surclassée par C. Ainsi, l'indice de concordance est de 4/(3+4+1) = 0,5 
L'indice de concordance est toujours compris entre 0 et 1.   
- La matrice de concordance se construit à partir des indices de concordance.

|             | Stratégie A | Stratégie B | Stratégie C |
| ----------- | ----------- | ----------- | ----------- |
| Stratégie A | X           | 1           | 0.5         |
| Stratégie B | 0           | X           | 0.125       |
| Stratégie C | 0.5         | 1           | X           |

Les hypothèses "B surclasse C" et "C surclasse B" sont vérifiées pour le critère 3 car ces deux stratégies sont au moins aussi performantes l'une que l'autre pour ce critère.
5. Tableau ou matrice de discordance
- On pose une hypothèse de surclassement: Par exemple A surclasse C.

- On identifie les critères pour lesquels cette hypothèse est fausse.

- On additionne les écarts entre les notes des deux stratégies comparées sur tous les critères pour lesquels l'hypothèse est fausse.

- On calcule l'indice de discordance : (max de l'écart de note sur les critères discordants)/(longueur de la plus grande échelle)

Ici, on considère que l'échelle des critères 1 et 2 est de 10 et que celle du critère 3 est de 8. Dans le cas de la méthode ELECTRE 1, le dénominateur de l'indice de discordance sera toujours égal à la longueur de l'échelle la plus grande (ici 10 car les notes peuvent varier de 0 à 10). 
- La matrice de discordance se construit à partir des indices de discordance.

|             | Stratégie A | Stratégie B | Stratégie C |
| ----------- | ----------- | ----------- | ----------- |
| Stratégie A | X           | 0           | 0.1         |
| Stratégie B | 0.3         | X           | 0.2         |
| Stratégie C | 0.3         | 0           | X           |

La méthode de surclassement est alors définie par :
a S b  ssi  C(a,b).(1-D(a,b) ) ≥ s
où  s est le seuil de surclassement.
On obtient ainsi la matrice de surclassement S définie par :
S_ij = 1 si 〖a 〗_i S a_j
S_ij = 0 sinon.